# اوجی‌ایه نائوتومو
اوجی‌ایه نائوتومو، اوجی‌ایه بوکوزن (به ژاپنی: 氏家 直元 Ujiie Naotomo); تاریخ ورودی نامعتبر است – ۴ ژوئن ۱۵۷۱ سامورایی اهل ژاپن بود.
اوجیئه یکی از سه ژنرال مینو بود. دو نفر دیگر عبارت بودند از اینابا یوشیمیچی و آندو موریناری. در سال ۱۵۶۷ این سه ژنرال با یکدیگر تصمیم گرفتند که به ارتش اودا نوبوناگا ملحق شوند. وی در سال ۱۵۷۰ در نبرد آنه‌گاوا شرکت کرد و سال بعد در طی نبردی با ایکو-ایکی در محاصره‌های ناگاشیما کشته شد. وی پدر اوجی‌ایه یوکی‌هیرو بود.